# Escudos de monja

Escudo de monja representando a la Inmaculada Concepción

Los escudos de monja fueron un género de arte devocional muy popular en los siglos XVII y XVIII en España y en los territorios conocidos en aquella época como Nueva España (hoy México), consistentes en pequeñas piezas pictóricas al óleo o bordados dentro de las cuales se representaban escenas religiosas, que las monjas portaban en el pecho durante la toma de votos y con las que eran pintadas, a su vez, en celebraciones de carácter religioso o conventual. Era usado como accesorio dentro del vestuario de las religiosas que se colocaba al pecho sobre el escapulario o sobre la capa.

## Descripción

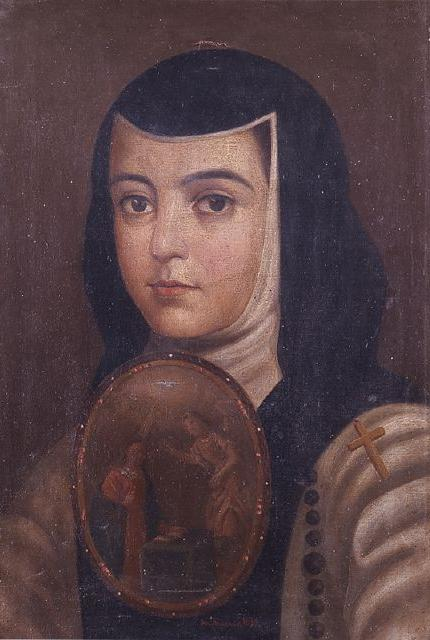
Sor Juana Inés de la Cruz con escudo de Monja

Los escudos de monja pertenecen a la tradición de las miniaturas europeas, llevada a América por los colonizadores españoles y adoptada en los círculos conventuales de la Nueva España. 
Los escudos eran pintados al óleo, ordinariamente, sobre placas redondas u ovaladas de cobre, con un marco que bordeaba la imagen principal, en el cual se colocaban imágenes de flores u otros motivos de ornato. 
Uno de los temas más frecuentes era la Virgen María, lo que identificaba a la monja que portaba el escudo con el ideal de esposa de Cristo, sin embargo, era también común pintar escenas bíblicas o vidas de santos.
Algunos de los mejores pintores novohispanos incursionaron en este estilo religioso, como José de Páez, Luis Juárez, Miguel Cabrera, Zurbarán, entre otros.

## Galería
|                                          |
| Inmaculada Concepción en Escudo de monja |

|                                          |
| Inmaculada Concepción rodeada por santos |

|                                 |
| Representación de la Inmaculada |

|                                          |
| Inmaculada Concepción en Escudo de monja |